# لورين بيوكيس
لورين بيوكيس (مواليد 5 يونيو 1976) (بالإنجليزية: Lauren Beukes)‏ كاتبة روائية وصحفية وكاتبة سيناريو جنوب إفريقية.

## مسيرته
وُلدت لورين بيوكيس في 5 يونيو 1976. نشأت في جوهانسبرغ، جنوب أفريقيا. التحقت بمدرسة روديان في جوهانسبرغ، وحصلت على ماجستير في الكتابة الإبداعية من جامعة كيب تاون. عملت صحافية مستقلة لمدة عشر سنوات، منها سنتان في نيويورك وشيكاغو.

## روابط خارجية
- لورين بيوكيس على موقع IMDb (الإنجليزية)
- لورين بيوكيس على موقع ديسكوغز (الإنجليزية)